# Мария де Бо
Мария де Бо (фр. Marie des Baux, ум. в октябре 1417, Оранж) — принцесса Оранская с 1393. Последняя представительница старшей линии дома де Бо д'Оранж. 
Дочь и наследница Раймонда V, принца Оранского, и Жанны Женевской, сестры авиньонского папы Климента VII. 
11 апреля 1386 в папском дворце в Авиньоне была обручена с Жаном де Шалоном, сыном Луи I де Шалона, сира д’Арле. Поскольку жених и невеста состояли в четвертой степени родства, брак был заключен только после получения разрешения от Климента VII. 
По брачному контракту Раймонд дал в приданое за дочерью Оранское княжество с городами Куртезоном, Кондорсе, Жигонда и всеми другими владениями, которые он в будущем получит в наследство от своих братьев или родственников. Жан де Шалон дал своей жене замок Орпьер в Дофине, а тестю ссудил 2500 флоринов под залог замка Куртезон . 24 августа 1388 Раймонд подтвердил передачу в будущем всех своих владений зятю, и прибавил даже, что если Мария умрет бездетной, он все равно передаст княжество Жану де Шалону и его наследникам.

## Семья
Дети:
- Луи II де Шалон-Арле (1390—1463)
- Жан де Шалон-Арле (ум. 1462), сеньор де Берше и де Витто. Жена: 1) (1424): Жанна де Латремуй (ум. 1454), дочь Ги де Латремуя, графа де Гин; 2) Мария д’Энгиен (ум. после 1461), дочь Энгельберта д’Энгиена, сеньора де Рамерю
- Гуго де Шалон-Арле (ум. 1426), сеньор де Кюизо
- Аликс де Шалон (ум. 1457), дама де Бюсси. Муж (1410): Гийом IV де Вьен, сеньор де Сен-Жорж (ум. 1456)
- Мария де Шалон (ум. 1465), дама де Серлье. Муж (1416): Иоганн, граф фон Фрейбург, граф де Невшатель (ум. 1457)